# Limnodynastes dumerilii
A Limnodynastes dumerilii a kétéltűek (Amphibia) osztályának békák (Anura) rendjébe, a mocsárjáróbéka-félék (Limnodynastidae) családjába, azon belül a Limnodynastes nembe tartozó faj.

## Előfordulása
Ausztrália endemikus faja. Az ország Dél-Ausztrália államának délkeleti részétől Victoria államon és Új-Dél-Wales államon át egészen Queensland délkeleti csücskéig, valamint Tasmania szigetén honos. Elterjedési területének mérete nagyjából 708 300 km².

## Nevének eredete
A dumerilii nevet André Marie Constant Duméril francia zoológus tiszteletére kapta.

## Megjelenése
Nagy termetű békafaj, testhossza elérheti a 7,5 cm-t. Háta barna vagy szürkésbarna, oldala felé narancs színű vagy sárga pettyekkel. Szemétől válláig halvány árnyalatű vagy sárga színű sáv húzódik. Hasát barna és sárga pettyek tarkítják, torka időnként sárga színű. Pupillája vízszintes elhelyezkedésű, írisze aranybarna. Mellső lábfejeinek ujjai közt nincs úszóhártya, hátsókon is csak egynegyed méretű úszóhártya van. Ujjai végén nincsenek korongok.

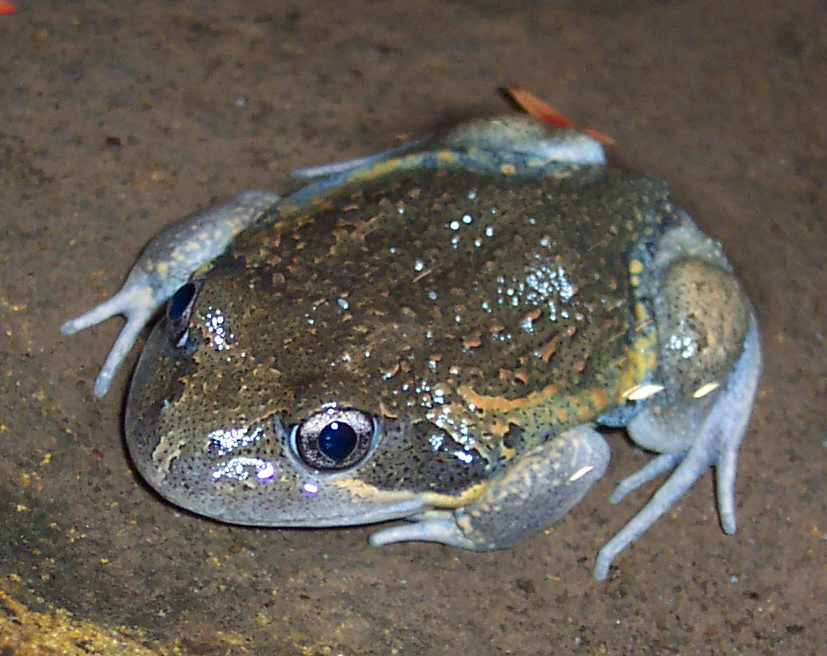
Limnodynastes dumerilii dumerilii
Az öt alfaj közül ez a legelterjedtebb. Elsősorban Új-Dél-Wales hegyoldalain, Victoria állam északi részén és a Murray folyó környékén, Dél-Ausztrália államig fordul elő. Ez az alfaj általában erdős területeken, bozótosokban és művelt területeken él. Patakokban, tavacskákban és duzzasztott vizekben szaporodik. Az alfaj hímjei jellegzetes bendzsószerű hangot adnak ki. A többi alfajtól az oldalán látható több narancsszínű folt, és a szemétől a válláig húzódó kiemelkedő csík különbözteti meg. Háta általában egységes színű.     

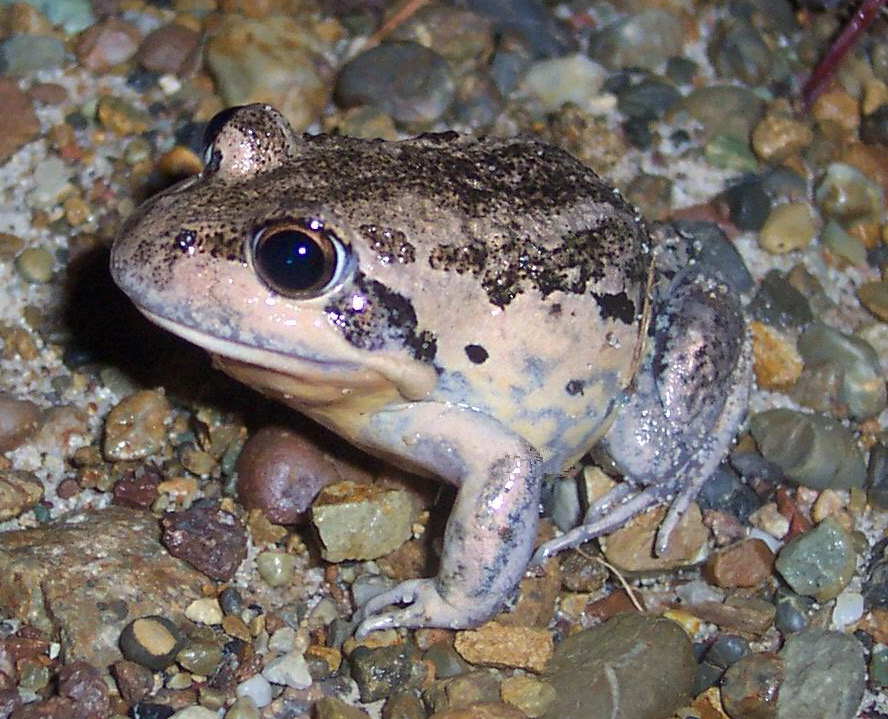
Limnodynastes dumerilii grayi
Ez az alfaj Új-Dél-Wales parti sávján fordul elő, egészen Jervis Bayig. A parti mocsarakban, duzzasztott vizekben és erdős területek tavacskáiban fordul elő. Ez az alfaj nem szaporodik folyó vizekben, ez a tulajdonsága segíti megkülönböztetését a Limnodynastes dumerilii dumerilii alfajtól azokon a területeken, ahol együtt fordulnak elő. Az alfajok közül ez a legváltozatosabb színű, hátán gyakorta többféle színű folt vagy paca látható. Hangja jellegzetes „tok”-hang, hasonló a barnacsíkos mocsárjáróbékáéhoz (Limnodynastes peronii), de azénál hangosabb.  
Limnodynastes dumerilii fryi
Az alfajok közül ennek az előfordulási területe a legkisebb. Csak Új-Dél-Wales déli részén a Snowy Mountains hegységben fordul elő. A hímek tavasszal vagy nyáron hívják énekükkel a nőstényeket. Szűk elterjedési területe miatt nem lehet más fajokkal összetéveszteni, bár színe nem jellegzetes: háta fakó, jellegtelen foltokkal és mintázattal.   

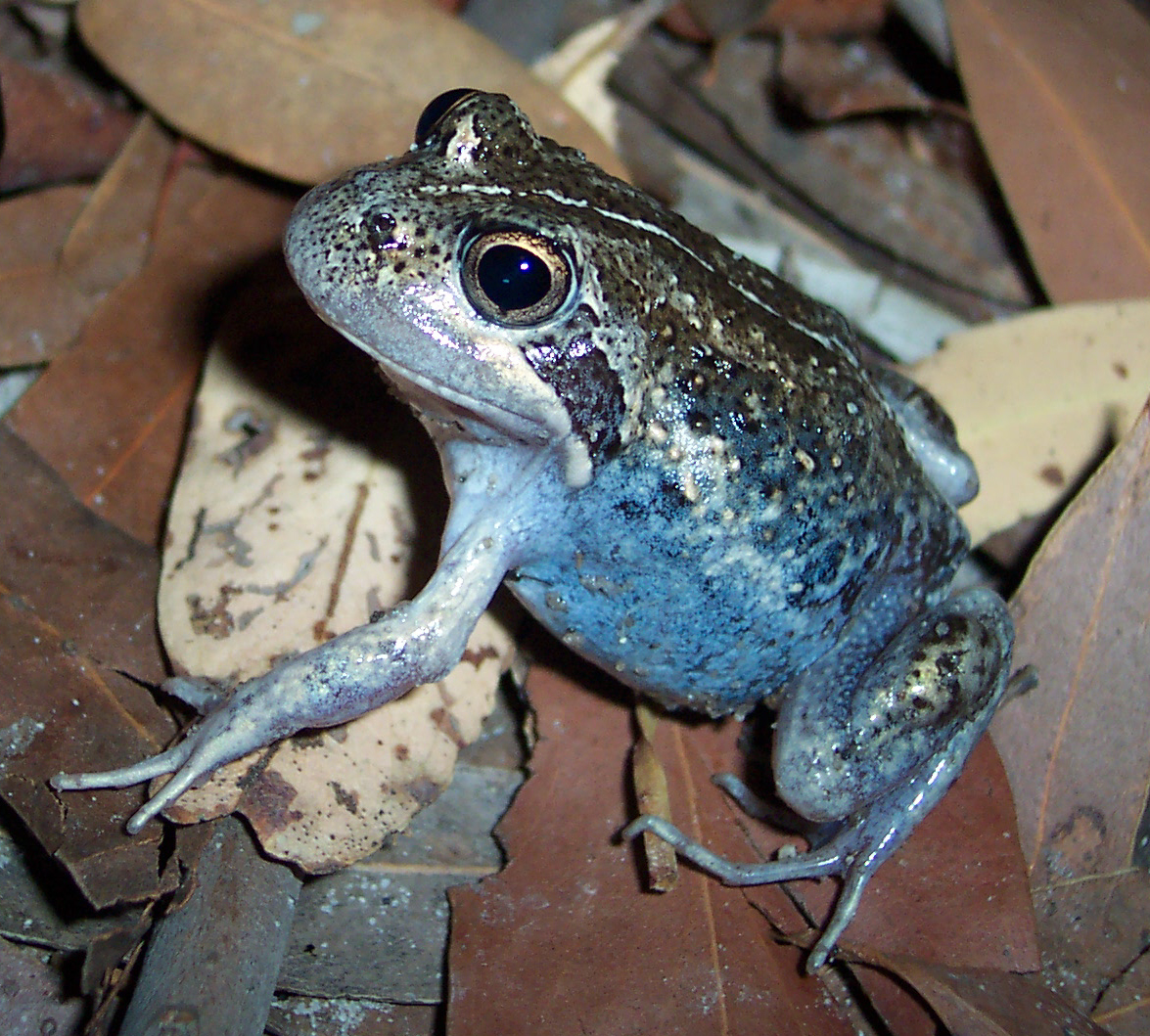
Limnodynastes dumerilii insularis
Ez az alfaj Új-Dél-Wales déli partja mentén, Jervis Baytől délre fordul elő, egészen Victoria államig, valamint megtalálható Tasmániában is. Jellegzetessége az oldalán látható kék színeződés. Háta közepén gyakran halvány sáv húzódik. A hímek rejtekhelyükről tavasztól őszig hívják énekükkel a nőstényeket.
Limnodynastes dumerilii variegata
Ez az alfaj nagyon hasonlít a Limnodynastes dumerilii insularis alfajhoz. Victoria állam nyugati felén és Dél-Ausztrália délkeleti sarkában fordul elő. Elsősorban elterjedési helye különbözteti meg a többi alfajtól.

## Életmódja
A párzás tavasztól őszig tart. A petéket a pocsolyák, patakok vizének felszínére helyezi, habos csomókban. Az ebihalak hossza elérheti a 7 cm-t, színük sötétbarna vagy aranybarna, arany színű csomókkal tarkítva. Az ebihalak gyakran a víz mélyén maradnak. Teljes kifejlődésük négy-öt hónapig is eltart, sőt, hűvösebb helyeken akár ennél hosszabb időt is igénybe vehet.
A Limnodynastes dumerilii különösen száraz időszakokban a föld alá ásott üregekben tartózkodik. Eső után nagy számban figyelhetők meg, megfelelő körülmények között a peték lerakása tömegesen történik meg. Már a föld alatti üregből is hallatják hangjukat, eső után az év bármelyik szakában. Elsőként a Limnodynastes dumerilii dumerilii alfaj teljes génszekvenciáját állapították meg, a genom teljes hossza 2,38 Gb, mely 24 548 génből áll.

## Természetvédelmi helyzete
A vörös lista a nem fenyegetett fajok között tartja nyilván. Elterjedési területén számos védett nemzeti parkban megtalálható.